# Idiocera (Idiocera) heteroclada
Idiocera (Idiocera) heteroclada is een tweevleugelige uit de familie steltmuggen (Limoniidae). De soort komt voor in het Nearctisch gebied.